# Desmodium macrodesmum
Desmodium macrodesmum là một loài thực vật có hoa trong họ Đậu. Loài này được (S.F.Blake) Standl. & Steyerm. miêu tả khoa học đầu tiên.